# Resonancia (física de partículas)

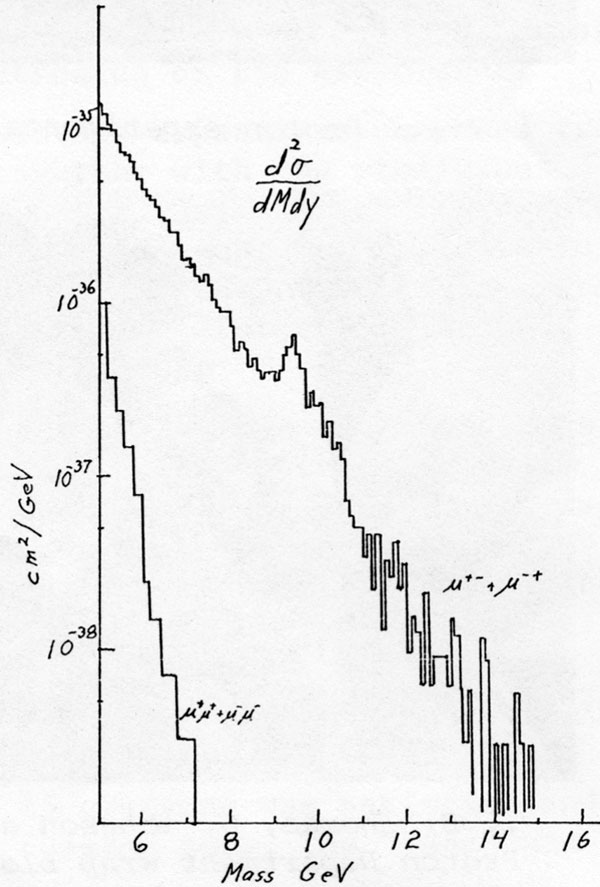
La resonancia ϒ(1S), observada por la colaboración E288, dirigida por Leon Lederman, en Fermilab en 1977. La resonancia se sitúa a 9.5 GeV, lo que se corresponde con la masa del mesón ϒ(1S).

En física de partículas, una resonancia es el pico situado alrededor de un cierto valor de la energía localizado en las secciones eficaces de dispersión de los experimentos de dispersión. Estos picos están asociados con las partículas subatómicas (como los nucleones, bariones delta, mesones upsilon, etc.) y sus estados excitados. La anchura de la resonancia (Γ) está relacionada con el tiempo de vida media (τ) de la partícula (o su estado excitado) según la relación:
{\displaystyle \Gamma ={\frac {\hbar }{\tau }}}
donde ħ es la constante de Planck reducida.

## Origen de las resonancias
Las partículas que participan en una colisión pueden formar un estado intermedio que consiste en una única partícula R, que finalmente se desintegra en los estados finales que se detectan. Si la anchura de desintegración de R es pequeña (en comparación con su masa), la sección eficaz presenta una variación brusca en la energía del estado intermedio, normalmente en forma de un pico.
Los principales mecanismos por los que se puede producir una resonancia son los siguientes:
- El  hamiltoniano se puede descomponer según {\displaystyle H=H_{0}+V_{s}+V_{w}}, donde {\displaystyle H_{0}+V_{s}} es fuertemente interactuante y {\displaystyle V_{w}} débilmente interactuante. La partícula R es una resonancia si es un autoestado de {\displaystyle H_{0}+V_{s}} pero puede desintegrarse debido a {\displaystyle V_{w}}. Este es el caso, por ejemplo, de los bosones W y Z, que serían estables de no ser por las interacciones electrodébiles, y que fueron descubiertos como resonancias en las colisiones electrón-positrón en el Super Proton Synchrotron en 1983.
- El estado intermedio puede tener una vida larga debido a la existencia de una barrera de potencial que dificulte su desintegración. Esto ocurre en la desintegración alfa, donde los  núcleos de 4He no pueden superar la repulsión electromagnética, y son emitidos por efecto túnel. Por ejemplo, el núcleo de  8Be es inestable, y aparece como una resonancia en la dispersión de dos núcleos de 4He.
- En sistemas complicados, la vida media puede ser elevada por motivos estadísticos. Por ejemplo, un núcleo pesado solo puede desintegrarse si, debido a una fluctuación estadística, gran parte de su energía se concentra en un único neutrón. Este estado aparecerá como una resonancia en la dispersión de un neutrón con el núcleo hijo.

La mayor parte de las propiedades de las resonancias son consecuencia de las restricciones impuestas por la unitariedad, y son independientes del mecanismo de formación de la misma.

## Resonancias en física de partículas no relativista
Una técnica habitual para resolver los problemas de dispersión en mecánica cuántica es el uso del análisis de ondas parciales. La función de ondas que describe la situación de dispersión es, asintóticamente, 
{\displaystyle \Psi (\mathbf {r} )\to \Psi ^{(+)}(\mathbf {r} )=\exp(ikz)+f(\theta ,k){\frac {\exp(ikr)}{r}}}.
El factor {\displaystyle f(\theta ,k)} es la amplitud de dispersión. Tras una expansión en armónicos esféricos, se obtiene la siguiente expresión
{\displaystyle f(\theta ,k)=\sum _{\ell =0}^{\infty }(2\ell +1){\frac {S_{\ell }-1}{2ik}}P_{\ell }(\cos \theta )=\sum _{\ell =0}^{\infty }(2\ell +1){\frac {e^{i\delta _{\ell }}\sin \delta _{\ell }}{k}}P_{\ell }(\cos \theta )},
donde {\displaystyle S_{\ell }} es el elemento de la matriz S de la onda parcial, y {\displaystyle \delta _{\ell }} el desfase de la transición. La sección eficaz está dada por
{\displaystyle \sigma =4\pi \sum _{\ell }(2\ell +1){\frac {\sin ^{2}\delta _{\ell }(p)}{p^{2}}}=\sum _{\ell }\sigma _{\ell }(p)}
Se puede realizar la continuación analítica de {\displaystyle S_{\ell }} a valores complejos del momento {\displaystyle p}. En este caso, una resonancia se identifica normalmente con un polo de {\displaystyle S_{\ell }} localizado en el semiplano {\displaystyle \mathrm {Im} \,p<0} (o equivalentemente, un cero de la función de Jost en este mismo semiplano). Si el polo se sitúa en {\displaystyle p={\bar {p}}}, la resonancia se caracteriza por 
{\displaystyle \delta (p_{2})-\delta (p_{1})=\pi \ \ \mathrm {si} \ \ p_{1}\ll \mathrm {Re} \,{\bar {p}}\ \ y\ \ p_{2}\gg \mathrm {Re} \,{\bar {p}}}.

Situación de una resonancia en el plano complejo y desfase de la dispersión.

Este cambio brusco en el desfase de la transición se manifiesta como un cambio brusco en la sección eficaz. Si la energía en la que se produce el polo es
{\displaystyle {\bar {E}}={\frac {{\bar {p}}^{2}}{2m}}={\bar {E}}_{R}-{\frac {i}{2}}\Gamma }
el desfase de la transición se puede aproximar como {\displaystyle \delta _{\ell }(E)\approx \delta _{bg}+\delta _{res}(E)}, donde {\displaystyle \delta _{bg}} es constante y {\displaystyle \delta _{res}} se debe a la presencia de una resonancia cerca. Geométricamente se obtiene que
{\displaystyle \sin \delta _{res}(E)={\frac {\Gamma /2}{\sqrt {(E-{\bar {E}}_{R})^{2}+(\Gamma /2)^{2}}}}}.

Cuando {\displaystyle \delta _{bg}=0}, la sección eficaz de la onda parcial es
{\displaystyle \sigma _{\ell }(E)\propto \sin ^{2}\delta _{res}(E)={\frac {(\Gamma /2)^{2}}{(E-{\bar {E}}_{R})^{2}+(\Gamma /2)^{2}}}},
que se corresponde con una distribución de Breit-Wigner no relativista o distribución de Cauchy. Normalmente, en una resonancia {\displaystyle \sigma _{\ell }(E)} es el término dominante del desarrollo en ondas parciales y la sección eficaz total tiene la forma de una distribución de Breit-Wigner.